# Distretto di Madrigal
Il distretto di Madrigal è uno dei venti distretti della provincia di Caylloma, in Perù. Si trova nella regione di Arequipa e si estende su una superficie di 160,09 chilometri quadrati.

Ha per capitale la città di Madrigal e contava 827 abitanti al censimento 2005.